# Schwarzach (Austria)
Schwarzach è un comune austriaco di 3 842 abitanti nel distretto di Bregenz, nel Vorarlberg.